# William Sulzer
William Sulzer (Elizabeth, 18 marzo 1863 – New York City, 6 novembre 1941) è stato un avvocato e politico statunitense.